# Morgengave
En morgengave gives dagen efter brylluppet. I gamle dage var det kun bruden, der fik en morgengave, der var en forhåndsaftalt pengesum, som skulle sikre kvinden særeje i det tilfælde, at hun forblev barnløs, og derfor ikke havde juridisk ret til at arve sin mand.
I kongelige kredse var morgengaven tidligere del af det morganatiske ægteskab (ægteskab til venstre hånd), hvor kongens hustru ikke blev dronning, og hvor de avlede børn ikke fik arveret til tronen.

## Historie
Hos alle germanske stammer var det fra de ældste tider skik, at brudgommen morgenen efter brylluppet i overværelse af slægten gav bruden en gave. Denne, der vistnok allerede omtales i Tacitus’ Germania under benævnelsen dos, antages af nogle oprindeligt at være en adoptionsgave, idet hustruen ved ægteskabets indgåelse blev adopteret af manden, men i senere tid opfattedes den som en remuneratorisk gave, der skulle lønne hustruen for hendes første hengivelse til manden. Måske er den en tid lang endog blevet anset som noget, hustruen ligefrem havde krav på, hvorpå det tyder, at den mange steder fik en lovbestemt størrelse, idet den ansattes til et vist beløb eller en vis del af mandens formue, hvilken hustruen altid kunne udtage efter hans død.[kilde mangler]
Den senere udvikling er ret forskellig, i de forskellige lande. Nogle steder smelter morgengave sammen med brudekøbesummen, der undertiden fra at være en ydelse til den, der bortgiftede bruden, gik over til at udredes til bruden selv, eller den træder dog i skygge for andre gaver fra manden til hustruen og mister således sin betydning; dette gælder f.eks. om Norge. Andre steder bevares den bedre, hvad bl.a. er tilfældet i Sverige, hvor den også kaldes andendagsgave. I de danske landskabslove fra middelalderen omtales den ikke, hvorimod den forekommer i Slesvig Byret, der kalder den dos, og det er muligt, at det ret udstrakte formuefællesskab mellem ægtefæller, som tidlig udvikledes i dansk ret, og som stillede hustruen forholdsvis gunstigt efter mandens død, har bevirket, at den her i landet er gået af brug eller dog er blevet sjælden.
Efter reformationen var den dog igen almindelig i adelige kredse, men vistnok ikke uden for disse.[kilde mangler] Frederik 2.’s forordning 18. oktober 1577 viser, at morgengave mellem adelen nu havde antaget sådanne dimensioner, at:
| „ | gode Mænd bebreve bort 8, 10, ja 12000 Daler eller mere uden deres Arvingers Samtykke, og hvad de Rige foretage ville de Fattige udi lige Måde efterfølge. | “ |

Kongen fastsatte derfor en grænse på 2000 daler for morgengavens størrelse. Morgengave fik på denne tid kun betydning, når hustruen overlevede manden, og når der ikke var børn i ægteskabet, thi kun så kunne hun udtage sin morgengave af boet. Retspraksis med hensyn til morgengave var i øvrigt i 1500-tallet i flere henseender vaklende, og der var også opstået ny problemer ved, at gaven ikke som, opr. bestod i ting, der straks blev hustruens ejendom, men fremtrådte som en forskrivning, lydende på penge, der først skulle udredes ved mandens død. Christian 5.’s Danske Lov forudsætter den gamle regel om gyldighed af morgengave, når børn ikke blev efterladt; men loven, som nu for første gang bestemte, at den efterlevende hustru, når der var børn, arvede en broderlod, fastsatte, at hun også, hvis der var børn, kunne beholde morgengave, når hun renoncerede på broderlod. Forordningen 21. maj 1845 § 16 fastslår endnu gyldigheden af morgengave, men den er som adelig forret bortfalden ved grundlov 5. juni 1849.

## "Morgengave" i moderne sammenhæng
En del brudepar har fundet på at give hinanden fotografier af sig selv som "morgengave", for eksempel et boudoirfotografi af bruden som gave til gommen.